# Kevin Bercy
Kevin Richard Bercy (Kanata, Canadá; 7 de noviembre de 1994) es un jugador de baloncesto con nacionalidad canadiense y pasaporte haitiano que pertenece a la plantilla del Grupo Alega Cantabria de la Primera FEB. Con 2,01 metros de altura juega en la posición de ala-pívot.

## Trayectoria
Es un jugador formado en la universidad canadiense de St. Francis Xavier, donde fue considerado uno de los mejores jugadores universitarios de Canadá. Fue designado MVP de la última temporada que disputó, la 2017/18, en la que acreditó 16,7 puntos y 9,1 rebotes por encuentro con unos porcentajes de tiro de 54% y del 79% en tiros libres.
Tras no ser drafteado en 2018, debutaría como profesional en España jugando en el Zornotza Saskibaloi Taldea de Liga LEB Plata durante la temporada 2018-19, en la que promedia 16 puntos y 6.9 rebotes. En junio de 2019 se incorpora al Fraser Valley Bandits de la liga profesional CEBL canadiense, con los que jugaría 11 partidos promediando 7 puntos por encuentro.
En la temporada 2019/20 firma con el Union Dax Gamarde de la liga NM1 francesa, pero no llegó a debutar al serle detectada una lesión que le hubiera mantenido varios meses sin jugar. Una vez recuperado, no pudo incorporarse a ningún equipo debido a la suspensión de las competiciones como consecuencia de la pandemia de coronavirus. 
En julio de 2020 se convierte en jugador del ZTE Real Canoe de la Liga LEB Oro. Con el equipo madrileño disputó 26 encuentros en la temporada 2020/21 en los que promedió 10 puntos, 6 rebotes y 11,5 créditos de valoración de media en poco más de 23 minutos de juego. 
El 29 de julio de 2021 firma por el CB Almansa de la LEB Oro. Completó la temporada 2021/22 con unos promedios de 9.9 puntos y 5 rebotes. 
El 25 de agosto de 2022 firma por el Cáceres Patrimonio de la Humanidad de la Liga LEB Oro. Fue el jugador más valorado del equipo en la temporada 2022/23, en la que alcanzó medias de 11.6 puntos, 6.9 rebotes y 14 créditos de valoración por encuentro.
El 17 de julio de 2023, firma por el Club Baloncesto Lucentum Alicante de la liga LEB Oro.
El 23 de septiembre de 2024, firma por el Oviedo Club Baloncesto de la liga LEB Oro.
El 22 de noviembre de 2024, firma por el Grupo Alega Cantabria de la Primera FEB.